# Hans Günther von Klöden
Hans Günther von Klöden (auch: Hans-Günther von Klöden; * 2. Oktober 1907 in Berlin; † 3. März 1986 in Hannover) war ein deutscher Schauspieler, Theaterpädagoge, Regisseur und Hochschullehrer.

## Herkunft
Seine Eltern waren der Berufsoffizier (als Major zuletzt Hauptmann) Karl Hermann Hans von Klöden (* 25. September 1875) und dessen Ehefrau Anna Sophie Johann Elise von Klöden, geborene Eyl (* 4. September 1884; † 28. Februar 1915). Er war das einzige Kind aus dieser Verbindung. Zu seinen Vorfahren gehörten der Pädagoge und Historiker Karl Friedrich von Klöden und Mitglieder der Familie Quitzow.

## Leben
Hans Günther von Klöden studierte in seiner Heimatstadt Berlin sowohl an der Universität Berlin  Theaterwissenschaft, Psychologie und Kunstgeschichte, als auch an der dortigen Max-Reinhardt-Schule.
Ab 1931 war er Schauspieler und Regisseur am Staatstheater Braunschweig. Sein Debüt hatte er in dem Drama Der Hauptmann von Köpenick von Carl Zuckmayer in Braunschweig, wo er auch sein erstes Engagement erhielt. Anschließend arbeitete von Klöden als Schauspieler und Regisseur an verschiedenen Theatern in Berlin.
Zur Zeit des Nationalsozialismus wirkte Hans Günther von Klöden von 1937 bis 1939 als Dramaturg bei der UFA in Babelsberg. und von 1939 bis 1945 leistet er Kriegsdienst.
Nach dem Zweiten Weltkrieg baute von Klöden in Hannover die „Kammerspiele“ auf, die er zeitweilig gemeinsam mit Jürgen von Alten leitete. An seiner parallel dazu betriebenen und von 1945 bis 1950 von ihm geleiteten privaten Schauspielschule in Hannover im Edelhof Ricklingen war der spätere Schauspieler, Dramaturg und dann für die Kammerspiele Hannover verpflichtete Reinhold Rüdiger einer seiner Schüler.
Von Klödens Schauspielschule wurde nach der Schließung der Kammerspiele Hannover 1949 von der niedersächsischen Landeshauptstadt übernommen und ab 1950 als von ihm von 1950 bis 1971 geleitete Schauspielabteilung in die damalige Akademie und spätere Staatliche Hochschule für Musik und Theater integriert. Dort erhielt Hans Günther von Klöden im Jahr 1959 eine Professur.
Von 1950 bis 1968 spielte er in über 210 Aufführungen in Hannover und Braunschweig die Titelrolle, den Wilhelm Vogt, in Der Hauptmann von Köpenick.
Hans G. von Klöden war evangelisch, Mitglied der Humanistischen Union, in erster Ehe ab 1935 mit Metalotte von Klöden, geborene Gies, verheiratet. Nach der der Scheidung 1955 heiratete er im selben Jahr Ruth Rittner. Er hatte eine 1950 geborene Tochter (Barbara).

## Hörspiele  (Auswahl)
- 1955: Hans Fallada: Der Trinker: Regie: Ludwig Cremer

## Schriften
- Grundlagen der Schauspielkunst. Eine Theorie der Improvisation. Teil 2: Improvisation und Rollenstudium (= Reihe Theater heute. Band 24). Friedrich, Velber bei Hannover 1967.
- mit Hans Bernhard: Die Arbeit mit dem Schauspieler. Von der szenischen Übung zur freien Improvisation. Spielberatung Baden-Württemberg, Wilhelmsfeld 1980.